# Potentilla tugitakensis
Potentilla tugitakensis är en rosväxtart som beskrevs av Genkei Masamune. Potentilla tugitakensis ingår i Fingerörtssläktet som ingår i familjen rosväxter. Inga underarter finns listade i Catalogue of Life.